# 蔡抒南
蔡抒南（？—），男，中国电影摄影师，八一电影制片厂摄影师，中国电影金鸡奖最佳摄影。